# Loma de Cabrera
Loma de Cabrera es un municipio de la República Dominicana, que está situado en la provincia de Dajabón.

## Límites
Municipios limítrofes:
|                                                   | Norte: Dajabón    |                         |
| Oeste: Capotille y Mont-Organisé (ambas en Haití) |                   | Este: Partido y El Pino |
|                                                   | Sur: Restauración |                         |

## Distritos municipales
Está formado por los distritos municipales de:
| Nombre              | Código   |
| ------------------- | -------- |
| Loma de Cabrera     | 04050201 |
| Capotillo           | 04050202 |
| Santiago de La Cruz | 04050203 |

## Historia
Loma de Cabrera es parte de lo que fue el cacicazgo de Marién, una de las cinco divisiones territoriales en que estaba fraccionada la isla al momento de la invasión de los españoles en 1492. La zona fue escenario de las constantes luchas que siguieron entre españoles, aborígenes, franceses, africanos y otros grupos minoritarios.
Fue creado como municipio el 20 de junio de 1938 en aplicación de la Ley n.º 1521. Es el tercero en el orden de fundación como demarcación política de la provincia Dajabón en la República Dominicana.
Su origen se remonta al siglo XIX, cuyos primeros pobladores dieron al lugar el nombre de Loma, por lo accidentado del terreno. Esta zona, por su posición fronteriza fue muy disputada en las luchas antagónicas por el control del poder político en la República Dominicana. Esto se manifestó en las luchas de los caudillos Pedro Santana y Buenaventura Báez, que se extendió durante toda la Primera República (1844-1861), y aun después de esos 17 años.

### Monumento al Grito de Capotillo

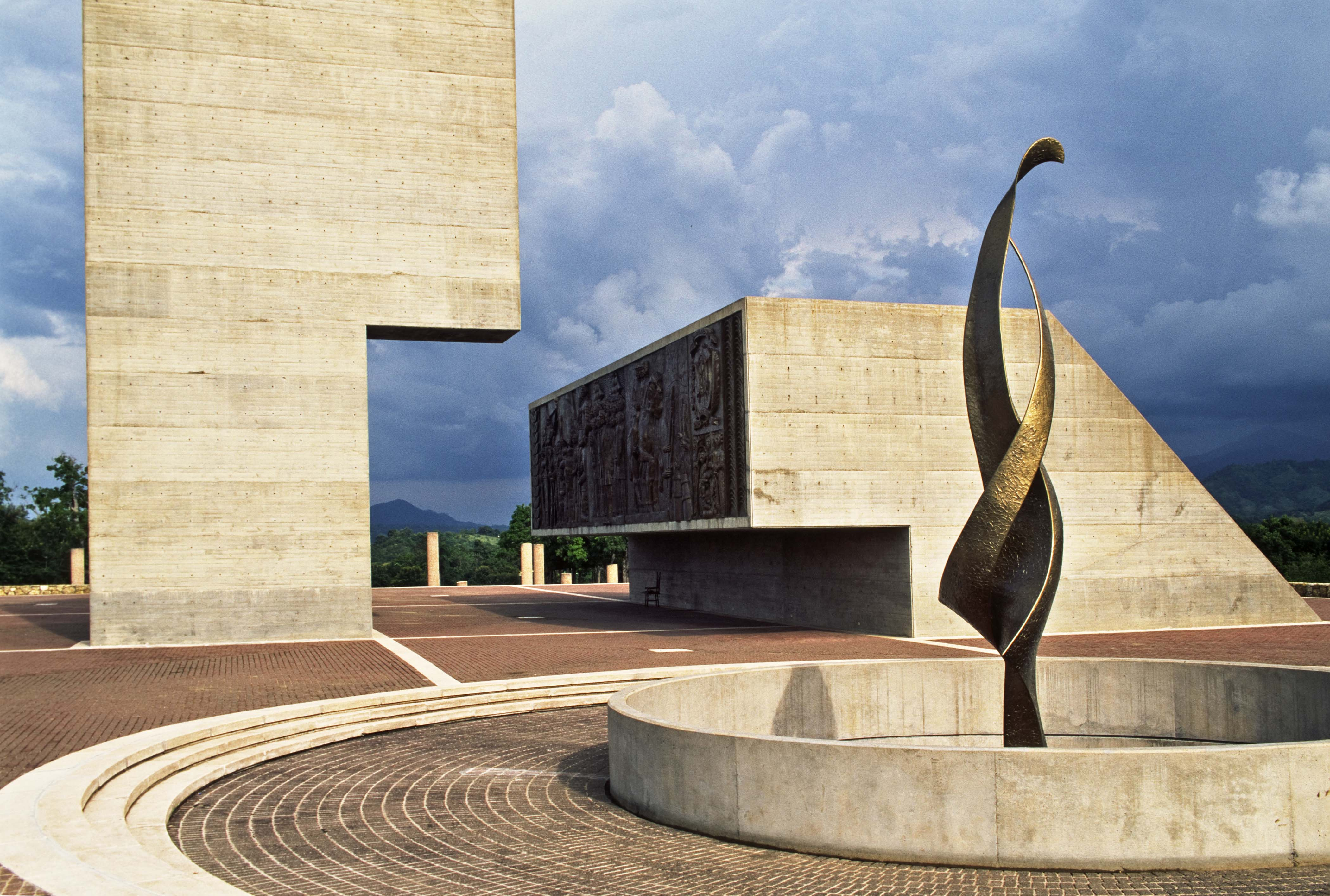
Monumento a la Guerra de Restauración

El Grito de Capotillo fue la acción armada con la que se dio inicio a la Guerra Restauradora el 16 de agosto de 1863, en República Dominicana.
En aquel entonces, a pesar de haber sido declarada la independencia nacional años antes, y de haber logrado salir del yugo haitiano, la nación Dominicana una vez más había perdido su soberanía para pasar a ser un anexo de España.
Situación ante la cual los nacionalistas reaccionaron de manera adversa, buscando a través de una rebelión restaurar la identidad y soberanía nacional.
El Grito de Capotillo fue promovido por 14 revolucionarios. El 15 de agosto de 1863 se reunieron los coroneles Santiago Rodríguez, José Cabrera, Benito Monción y Sotero Blanc, el capitán Eugenio Belliard, Segundo Rivas, Alejandro Bueno, Palilo Reyes, el abanderado Juan de Mata Monción, el español Angulo, quien hacía la corneta, el artillero San Mézquita, Tomás Aquino Rodríguez, Juan de la Cruz Álvarez y un soldado desconocido.
Esta acción motivó a los campesinos a unirse al movimiento y defender la causa, lo cual causó bastante impacto en la sociedad y finalmente le devolvió la independencia al país.
Fue la partida del Mariscal La Gándara, quien había sido enviado al país por la Corona española para sustituir al General Pedro Santana, lo que marcó el fin de esta revolución y el inicio de la Segunda República.

## Economía

### Ganadería
Sobresale la cría de ganado para la venta. La producción de leche es una actividad que produce más de seiscientos mil litros mensuales.

### Agricultura
En la agricultura se destaca la siembra de yuca amarga para la producción de casabe; anualmente se siembra una gran superficie de yuca para esos fines. También la siembra de maní genera millones de pesos al año.
Otros cultivos son el café, cacao, mandarina, plátano, guineo, chinola, etc. Entre frutales tenemos el mango, la naranja, aguacate, piña, coco, guayaba, etc. Todos estos cultivos en menor rango.

## Religión
La religión predominante es la Católica. Hasta hace poco mantenía un liderazgo total; pero en la actualidad se han establecido otras iglesias entre ellas tenemos: Evangélica Misionera, Metodista Libre, Nazareno, Rehoboth, Adventista, Alianza Cristiana y Misionera, Pentecostal, entre otras.

## Educación
En este municipio hay varias escuelas públicas de educación básica, un colegio privado de educación básica y media, y un liceo secundario.
Entre las escuelas del área urbana se destacan: La escuela Rafael Díaz Niese, la cual es la mayor en población estudiantil y posee un moderno laboratorio de informática; la escuela Quisqueya, ubicada en el barrio Norte; escuela Sabaneta, la escuela La Ceiba y el Colegio Instituto Simón Bolívar, que es una institución de educación privada.
Otro centro educativo que aloja la mayoría de los estudiantes del bachillerato es el liceo General José Cabrera, de carácter público.

## Turismo
Este municipio, enclavado en las partes bajas de la Cordillera Central, tiene grandes potenciales ecoturísticos, ya que cuenta con diferentes balnearios y ríos de exuberante belleza.

### Balnearios
A unos 300 metros del centro de la ciudad se encuentra el Balneario el Salto  y fue descubierto
(Rio Masacre o Dajabón), el cual es visitado por muchos turistas durante el año. Otros importantes balnearios son El Badén, el Puente, Charco Largo, Charco de la Chiva, La Junta, Charco de Nonita, entre otros.

## Naturaleza
El Cerro de Chacuey queda al norte del municipio, del cual nacen pequeños riachuelos que desembocan en el Arroyo Azul (Cerro de Chacuey) y este en el río Masacre.
Este cerro cuenta con una gran masa de bosques de coníferas, especialmente de pino (Pinus occidentalis), que en la parte baja son incendiados por los campesinos de la zona.

## Cultura
La cultura musical de Loma de Cabrera ha tenido un auge extraordinario en los últimos 20 años, grandes músicos, cantantes y compositores, entre ellos Fernando Villalona, Victor Suarez, Domingo Jose Contreras, Julio july pie, Martin Villalona entre otros buenos artistas de la loma

## Gastronomía
En el arte culinario del municipio predominan platos con semillas de cajuil verde, el mangú de plátano, bollos de harina con coco, la torta con coco, maíz con leche (maíz caquiao) y el mondongo.

## Deportes
Los municipios tienen como entretenimiento los juegos deportivos (especialmente béisbol), baloncesto, ferias comerciales, jengibres o gaviaos, juegos de gallos, juegos de dominó, etc.

## Prensa
Desde 1998 existe en internet el periódico Tipe fundado el 15 de agosto de 1991 por Miguel Ángel Peguero Torres, hijo de Miguel Ángel Peguero Valet y Fermina Torres de Jesús, ambos comerciantes de esta localidad.
Este periódico tiene noticias de la comunidad y del mundo.Tipe digital
El primer escudo municipal de Loma de Cabrera fue creado por Miguel Ángel Peguero Torres, director y fundador del periódico Tipe a solicitud de la regidora Consuelo de López, la cual sometió a la sala municipal en el 1987 y fue aprobado. La ocasión fue para celebrar los 50 años de este municipio.
En el 2014 aparece en INTERNET el periódico digital Como Sucedió abarcando noticias locales, nacionales e internacionales.